# كولينة مدغشقرية
كولينة مدغشقرية (الاسم العلمي: Colina madagascariensis) هي نوع من الرخويات تتبع جنس الكولينة من الفصيلة القرطيونية.